# Che Wen-na
Che Wen-na (čínsky pchin-jinem Hé Wénnà, znaky 何雯娜; * 19. ledna 1989 Lung-jen) je bývalá čínská skokanka na trampolíně. Jejím trenérem byl Chu Sing-kang.
V roce 2005 vyhrála Čínské národní hry a v roce 2007 při své první účasti na mistrovství světa ve skocích na trampolíně obsadila první místo v týmové soutěži a čtvrté místo mezi jednotlivci. Na domácích olympijských hrách 2008 v Pekingu zvítězila s finálovým ziskem 37,8 bodu. Na MS 2009 byla první v soutěži družstev a druhá v individuální soutěži, v roce 2010 získala stříbro na Asijských hrách v Kantonu a na MS 2011 vyhrála týmovou i individuální soutěž. Při obhajobě na londýnské olympiádě v roce 2012 vyhrála kvalifikaci, ale po nepovedeném dopadu ve finálové sestavě se propadla na třetí místo. Sezónu 2014 vynechala kvůli operaci levé nohy, na světovém šampionátu v roce 2015 byla opět členkou vítězného týmu. Kariéru ukončila na LOH 2016, kde obsadila čtvrté místo.
Pochází z etnické skupiny Hakka, měří 160 cm a váží 50 kg.